# 비타우 브라지우
비타우 브라지우 미네이루 다 캄파냐(포르투갈어: Vital Brazil Mineiro da Campanha, 1865년 4월 28일 ~ 1950년 5월 8일)는 브라질의 의학자, 생물학자, 면역학자이다. 독액을 가진 뱀에 물린 상처를 치료하는 데에 사용되는 혈청의 발견으로 유명하다. 또한 전갈과 거미에 물린 상처를 치료하는 혈청을 개발하기도 했다. 그는 상파울루에 위치한 브라질의 생물학 연구소인 부탄탕 연구소를 설립했는데 이 기관은 독을 가진 동물을 연구하는 기초 독물학, 응용 독물학을 전담하는 세계 최초의 연구소였다.

## 생애

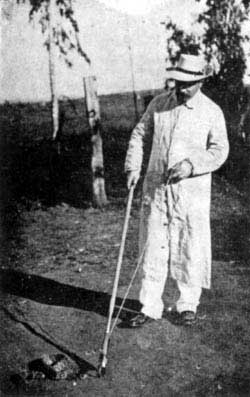
비타우 브라지우 (1911년)

비타우 브라지우 미네이루 다 캄파냐는 1865년 4월 28일에 브라질 남동부 미나스제라이스주에 위치한 캄파냐 마을에서 태어났다. 그의 아버지는 그가 태어난 나라, 주, 도시뿐만 아니라 성 비탈의 날에 경의를 표하기 위해 그에게 독특한 이름을 지어주었다.
1891년에 리우데자네이루 의과대학을 졸업한 브라지우는 학비와 생활비를 마련하기 위해 생리학 교수의 기술 조수로 일했다. 1892년부터 1895년까지 상파울루에서 위생 검사관으로 근무하면서 당시 유행했던 전염병(홍역, 장티푸스, 황열병, 콜레라)에 대한 경험을 습득하게 된다. 브라지우는 1895년부터 1896년까지 보투카투에서 개인 개업의로 근무했다.
브라지우는 19세기 말에 루이 파스퇴르, 로베르트 코흐, 파울 에를리히를 비롯한 유럽의 여러 과학자들이 이룩한 위대한 발견에 힘입어 세균학, 바이러스학, 면역학 분야를 비롯한 의학 연구에 끌렸다. 1896년에 보투카투에서 일하던 브라지우는 뱀과 관련된 사건에 특별한 관심을 갖게 되었고 뱀독에 대한 연구를 시작했다. 또한 알코올에 저장된 뱀의 과학적인 수집품을 보관했다.
브라지우는 1897년에 상파울루로 돌아와서 브라질의 병리학자이자 역학자인 아도우푸 루츠의 지도 아래 상파울루 세균학 연구소의 자리를 수락했다. 브라지우는 그곳에서 몇 가지 질병, 특히 가래톳페스트를 치료할 수 있는 혈청을 준비하는 일을 했는데 그는 중병에 걸렸으나 다행히도 살아남았다.
그의 뛰어난 업적에 힘입어 상파울루 정부는 1901년에 새로운 혈청 치료 연구소를 설립했고 브라지우에게 이사직을 부여했다. 브라지우는 또한 1919년에 니테로이에 위생·혈청 치료·수의학 전담 연구소를 설립했는데 이 연구소는 오늘날 비타우 브라지우 연구소라고 부른다.
비타우 브라지우는 1904년과 1914년에 유럽으로, 1925년에는 미국으로 과학 여행을 떠났다. 브라지우는 1919년에 퇴직할 때까지 수십 년 동안 부탄탕 연구소에서 계속 근무했다. 브라지우는 1950년 5월 8일에 향년 85세를 일기로 사망했는데 그는 브라질에서 가장 중요한 과학자들 가운데 한 사람으로 여겨지고 있다.

## 성과

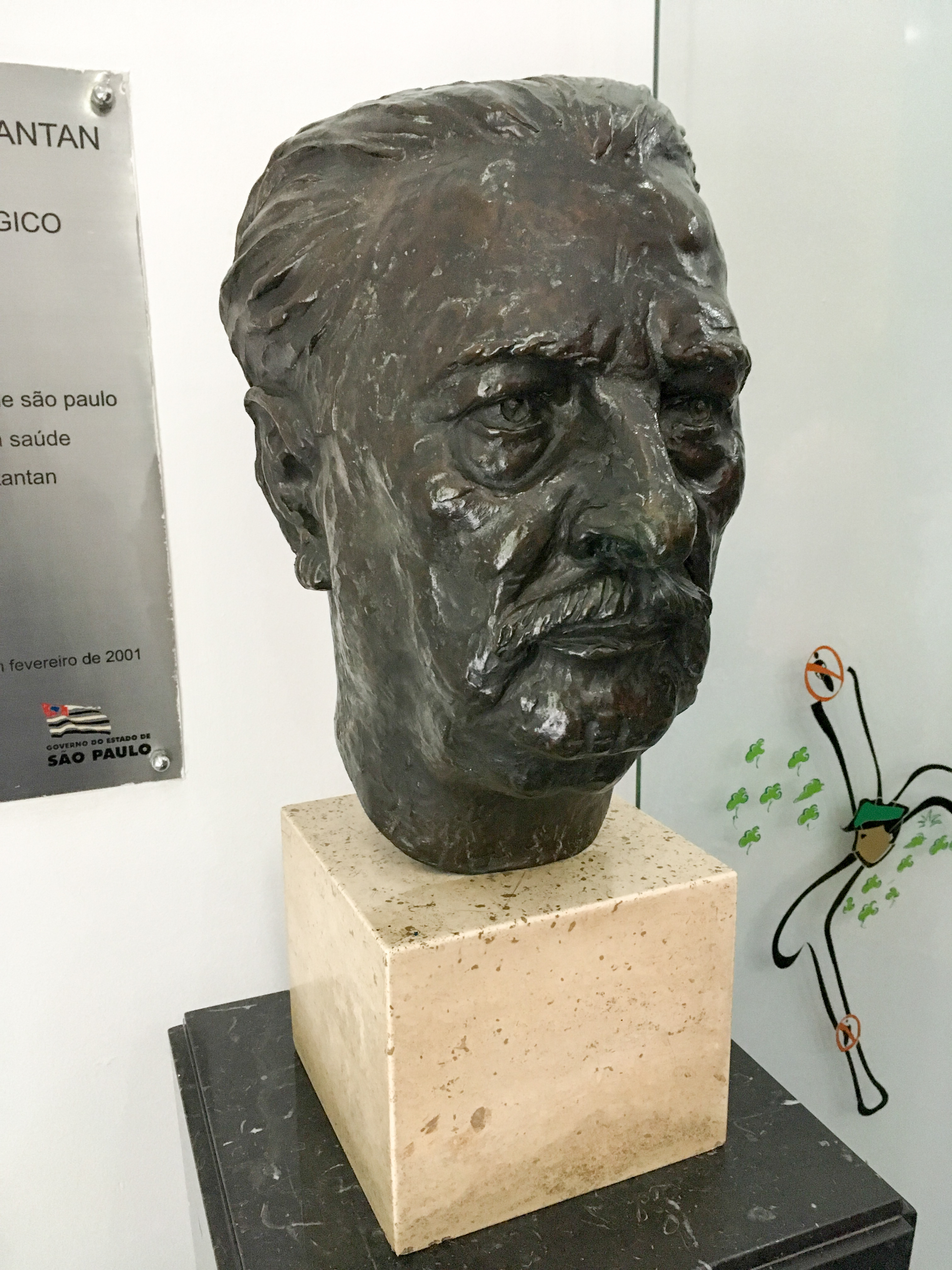
부탄탕 연구소에 전시된 비타우 브라지우 흉상

새로운 상파울루 연구소는 상파울루를 형성하는 구역 가운데 하나인 부탄탕에 지어졌는데 당시에는 멀리 떨어진 피녜이루스강 근처에 있었다. 이 연구소는 비타우 브라지우 치하에서 파상풍, 디프테리아, 황열병, 천연두, 여러 인수공통감염병(동물에 의해 인간에게 전염되는 질병)의 예방의학과 치료를 위해 현지에서 생산된 모든 종류의 백신과 혈청에 대한 활기차고 모범적인 연구 센터가 되었다. 이 연구소는 원래 이름인 부탄탕 연구소로 잘 알려지게 되었고 오늘날에도 여전히 운영되고 있다.
비타우 브라지우는 부탄탕에서의 초기 연구 이래로 뱀, 전갈, 거미, 양서류와 같은 독성을 가진 동물과의 사고로 인한 독액이 항체, 즉 단백질 또는 긴 사슬 펩타이드인 독액을 위해 특별히 생성된 항체와 싸울 수 있다고 확신했다. 프랑스의 면역학자인 알베르 칼메트는 1892년 인도 코브라에 물린 것을 치료하기 위한 1가 혈청을 개발하여 처음으로 이를 입증했다.
그리하여 비타우 브라지우는 일련의 실험적인 연구를 시작하게 된다. 1901년에는 아시아에 서식하는 뱀에 대한 1가 혈청이 남아메리카에 서식하는 뱀에 대해 효과적이지 않다는 것을 증명할 수 있었다. 브라지우는 브라질에서 흔하게 서식하는 독사인 살모사, 방울뱀, 코브라에서 채취한 1번째 1가 혈청을 개발하기 시작했다. 브라지우는 여러 가지 임상적, 생화학적 유사성을 발견하여 2가지 뱀 종류 모두에 대해 효과적인 다가 혈청을 달성한 최초의 과학자이기도 하다. 이전까지 독사에 물린 사람의 사망률은 최저 20%, 최고 25%였는데 수십 년 만에 2% 미만으로 떨어졌다.
브라지우와 그의 동료들은 동일한 기술을 적용하면서(소량의 독을 투여하여 말과 양의 점진적인 면역화를 포함한 다음에 주입된 동물의 혈액에서 항체 부분을 추출, 정제하고 동결 건조하는 과정을 거침) 2가지 종류의 전갈(1908년)과 거미(1925년)의 독을 치료하는 최초의 혈청을 발견할 수 있었다. 미국에서 비타우 브라질이라는 이름은 방울뱀에 물린 뉴욕 브롱크스 동물원의 한 노동자의 생명을 구하기 위해 그의 혈청을 사용했을 때에 헤드라인을 장식했다.
가장 중요한 것은 부탄탕 연구소가 브라질의 생화학자, 생리학자, 병리학자들을 양성하기 위한 비옥한 학교가 되었다는 것이다. 특히 조제 모라 곤사우베스, 카를루스 히베이루 지니스, 가스탕 호젠페우드, 위우송 테이셰이라 베라우두, 마우리시우 호샤 이 시우바는 나중에 더 많은 학교를 설립하게 된다. 상파울루, 리우데자네이루, 미나스제라이스주에 위치한 연구소와 실험실은 20세기 후반에 브라질에서 의학 및 생물학 연구와 교육의 발전에 큰 자극을 주었다.
1966년에 비타우 브라지우의 전기를 인용한 아르헨티나의 생리학자인 베르나르도 우사이의 평론에 따르면 그의 공헌은 양서파충류학 이상이라고 한다.
비타우 브라지우와 그의 동료들은 (응고제, 항응고제, 용혈제, 응집제, 세포독성, 단백질 분해제 등에 활용되는) 독액의 몇 가지 작용을 연구했습니다. (중략) (동물의) 독에는 많은 증상을 설명하고 흥미로운 생화학 시약을 구성하기 때문에 모든 부분에서 분리되고 흥미롭게 연구된 수많은 효소들이 포함되어 있습니다. 비타우 브라지우는 또한 무수라나와 같이 뱀을 먹이로 하는 뱀, 뱀을 먹이로 하는 포유류, 스컹크와 비슷한 코네파투스 칠렌시스와 뱀을 먹이로 하는 새들, 그리고 특정한 거미들과 같은 것들을 연구했습니다. (중략) 1914년에 프랑스어로 출판된 그의 책인 《오피디즘에 대한 방어》(La défense contre l'ophidisme)는 3가지 판으로 국제적인 반향을 얻었습니다.

## 유산
비타우 브라지우라는 인명은 남아메리카에 서식하는 4종류의 뱀의 학명에 활용되었다.
- 라키델루스 브라질리 (Rhachidelus brazili, Boulenger, 1908)[13]
- 드리몰루베르 브라질리 (Drymoluber brazili, Gomes, 1918)[13]
- 보트롭스 브라질리 (Bothrops brazili, Hoge, 1954)[13]
- 키로니우스 브라질리 (Chironius brazili, Hamdan & Fernandes, 2015)[14]